# تشارلز روز
تشارلز روز (بالإنجليزية: Charles Rose)‏ هو مهندس معماري أمريكي، ولد في 27 أبريل 1960 في نيويورك في الولايات المتحدة.